# Brewster's Millions (film 1914)
Brewster's Millions è un film muto del 1914 diretto da Oscar Apfel e Cecil B. DeMille. Prima versione cinematografica tratta dal romanzo omonimo di George Barr McCutcheon (pubblicato a New York nel 1902) e dalla commedia teatrale di Winchell Smith e Byron Ongley (Broadway, 31 dicembre 1906). Qui, il protagonista è Edward Abeles, il cui grande successo a Broadway nelle vesti di Brewster, gli procurò lo stesso ruolo anche nella versione cinematografica.
Sydney Deane fece il suo debutto nel film divenendo il primo australiano ad apparire in un film di Hollywood.
Il film viene considerato perduto.

## Trama
Il facoltoso Edwin Peter Brewster disereda il figlio Robert quando questi sposa una ragazza di modeste condizioni, Louise Sedgwick. Alla morte di Brewster, Monty, il figlio di Robert e Louise, eredita un milione di dollari. Il giovane, che è un impiegato di banca, scopre che riceverà 7 milioni di dollari da suo zio George se spenderà il denaro dell'eredità del nonno entro un anno. Una clausola, è quella di spendere il denaro solo per scopi personali e il non dover spiegare a nessuno la ragione di queste spese.
Monty compra, investe, cerca di spendere: ma vince pure un premio alla lotteria. Tra le tante cose, si compera anche uno yacht con il quale fa un viaggio in mare. In un porto, salva Peggy Gray, una ragazza che quando erano entrambi bambini, era stata la sua fidanzatina. Monty si dichiara a Peggy che, credendolo povero, accetta di sposarlo. Arriva la notizia che Swearengen Jones, l'esecutore testamentario, è scappato con l'eredità. Imperturbabile, Monty prosegue con la cerimonia di nozze. Jones si presenta con il denaro e lo dà agli sposi come dono di nozze.

## Produzione
Il film fu prodotto dalla Jesse L. Lasky Feature Play Co. Gran parte delle riprese furono girate negli studi della Lasky, ma la scena del ballo venne girata a New York, nel lussuoso ristorante Sherry’s, all'angolo della 44ª Strada con la Quinta Strada, mentre le scene sullo yacht potrebbero essere state fatte al largo della California, perché l'imbarcazione apparteneva a Adolph B. Spreckels, il re californiano dello zucchero.

## Distribuzione
Distribuito negli Stati Uniti dalla Famous Players-Lasky Corporation (la futura Paramount), il film uscì nelle sale il 15 aprile 1914.
Non si conoscono copie ancora esistenti della pellicola che viene considerata presumibilmente perduta.

### Altre versioni
Il romanzo e il lavoro teatrale originali furono adattati numerose volte per lo schermo:
- Brewster's Millions, regia di Oscar Apfel, Cecil B. DeMille (Par) con Edward Abeles (1914)
- Brewster's Millions, regia di Joseph Henabery (Par) con Roscoe "Fatty" Arbuckle (1921)
- Miss Brewster’s Millions, regia di Clarence G. Badger (Par) con Bebe Daniels (1926)
- Brewster’s Millions, regia di Thornton Freeland (UA/UK) con Jack Buchanan (1935)
- Milioni in pericolo (Brewster's Millions), regia di Allan Dwan (UA) con Dennis O’Keefe (1945)
- Nato con la camicia (Three on a Spree), regia di Sidney J. Furie (UA/UK) con Jack Watling (1961)
- Chi più spende... più guadagna (Brewster's Millions), regia di Walter Hill (Universal) con Richard Pryor (1985)